# Jonathan Joseph-Augustin
Jonathan Joseph-Augustin (* 13. Mai 1981 in Tremblay-en-France, Département Seine-Saint-Denis) ist ein französischer ehemaliger Fußballspieler.
Der Abwehrspieler war zunächst in seinem Heimatland aktiv, ehe er in die belgische Erste Division ging. Am 11. Januar 2008 wechselte er vom KSV Roeselare zum deutschen Regionalligisten Rot-Weiss Essen. Bereits ein halbes Jahr später verließ er Essen wieder.